# Devil's Knot
Devil's Knot (bra Sem Evidências) é um filme estadunidense de 2013, dos gênero drama biográfico-policial dirigido por Atom Egoyan, com roteiro de Paul Harris Boardman e Scott Derrickson baseado no livro Devil's Knot: The True Story of the West Memphis Three, de Mara Leveritt, por sua vez inspirado em fatos reais do Trio de West Memphis.

## Sinopse
Após uma controversa e longa batalha judicial, os adolescentes Damien Echols, Jason Baldwin e Jessie Misskelley Jr., acusados e condenados em 1993 pelo assassinato brutal de três crianças, são soltos.

## Elenco
- Reese Witherspoon - Pamela Hobbs
- Mireille Enos - Vicki Hutcheson
- Colin Firth - Ron Lax
- Dane DeHaan - Chris Morgan
- Jet Jurgensmeyer - Stevie Branch
- Brandon Spink - Christopher Byers
- Paul Boardman Jr. - Michael Moore
- Kevin Durand - John Mark Byers
- Bruce Greenwood - David Burnett
- Stephen Moyer - John Fogelman
- Elias Koteas - Jerry Driver
- Amy Ryan - Margaret Lax
- Alessandro Nivola - Terry Hobbs
- Martin Henderson - Brent Davis

## Recepção
No consenso do agregador de críticas Rotten Tomatoes diz que "as nobres intenções são impossíveis de negar, mas Devil's Knot cobre um terreno baseado em fatos que já foi bem explorado com vários (e muito mais convincentes) documentários, adicionando nada que valha a pena ao longo do caminho". Na pontuação onde a equipe do site categoriza as opiniões da grande mídia e da mídia independente apenas como positivas ou negativas, o filme tem um índice de aprovação de 25% calculado com base em 100 comentários dos críticos. Por comparação, com as mesmas opiniões sendo calculadas usando uma média aritmética ponderada, a nota alcançada é 4,7/10.
Em outro agregador, o Metacritic, que calcula as notas das opiniões usando somente uma média aritmética ponderada de determinados veículos de comunicação em maior parte da grande mídia, tem uma pontuação de 42/100, alcançada com base em 24 avaliações da imprensa anexadas no site, com a indicação de "revisões mistas ou neutras".